# Сосновка (Луговське сільське поселення)
Сосновка (рос. Сосновка) — селище Гур'євського міського округу, Калінінградської області Росії. Входить до складу Луговського сільського поселення.
Населення —  8 осіб (2015 рік). 

## Населення
| 2002 | 2010 |
| ---- | ---- |
| 124  | ↘8   |